# Щавелев, Виктор Алексеевич
Виктор Алексеевич Щавелев (21 октября 1928, Москва — 14 января 2011, Москва) — советский автогонщик. Чемпион СССР по кольцевым гонкам, трёхкратный чемпион СССР по ралли. Заслуженный мастер спорта СССР, заслуженный тренер РСФСР.

## Биография
В 1949 году окончил автомеханический техникум ЗИС. В 1949—1951 годах работал на Московском мотоциклетном заводе, участвовал в проектировании двигателей для гоночных мотоциклов. Участвовал в мотоциклетных соревнованиях.
В 1951—1958 годах проходил службу в Вооруженных силах. Окончил авиационное училище по специальности «бортовой техник». Чемпион Красноярского края по мотокроссу (1958).
В 1958 поступил на работу в отдел главного конструктора МЗМА, начал заниматься автоспортом.
В 1960 году вместе с Е. Веретовым занял 7 место в международном ралли «За мир и дружбу».
В 1961 году вместе с Н. Сучковым стал чемпионом СССР по ралли в классе «Москвич». Получает звание мастера спорта.
В 1962 году впервые участвовал в кольцевых и ипподромных гонках на «Москвиче-Г1» и «Москвиче-407».
В 1963 году вместе с Э. Лифшицем занял второе место в чемпионате СССР по ралли в классе IV. Победил в гонках московского совета общества «Спартак» на «Москвиче-Г4».
В 1964 году — вместе с Н. Сучковым чемпион СССР по ралли в классе «Москвич». Участвовал с ним в ралли «Монте-Карло».
В 1965 году стал победителем чемпионата СССР «формулы-1» («Москвич-Г4А», победы на обоих этапах). Чемпион Москвы по ипподромным гонкам («Москвич-Г4А»). Вместе с Сучковым вновь участвовал в ралли «Монте-Карло».
1966 год — 4 место в чемпионате СССР «формулы-1» («Москвич-Г4М», победа на Неманском кольце). Вице-чемпион СССР по ипподромным гонкам в классе «Москвич».
В 1968 году вместе с Э. Лифшицем и В. Широченковым занял 27 место в марафонском ралли «Лондон-Сидней». 4 место в чемпионате СССР по ралли в классе «Москвич-412» вместе с Лифшицем.
1969 год — чемпион СССР по ралли в классе IIIА вместе с Лифшицем. 4 место в чемпионате СССР «формулы-1» («Москвич-Г5»). Получил звание заслуженного мастера спорта.
В 1970 году на марафонском ралли «Лондон-Мехико» экипаж Щавелева и Лифшица был снят из-за опоздания к контрольному сроку. Победил в чемпионате Прибалтики по кольцевым гонкам («Москвич-Г5»).
В 1971 году завершил гоночную карьеру и перешёл на работу в отдел эксплуатации экспортных автомобилей АЗЛК. В 1971—1974 годах работал в Финляндию. В 1974—1988 годах возглавлял гоночную команду АЗЛК.
В 1993 году вместе с А. Долбишем принял участие в «памятном» марафонском ралли «Лондон-Сидней» (25 место).
Скончался в 2011 году. Похоронен на Домодедовском кладбище.